# Spis
Spis (také akt, pl. akta, anglicky file, německy Akte, francouzsky dossier) je soubor dokumentů týkajících se jedné věci (případně obecněji tématu). Nově může být spis veden také jen elektronicky (tzv. elektronický spis). V případě analogových dokumentů je spis jejich fyzické spojení, u elektronického se spojení děje pomocí metadat.
Existují dva základní způsoby vzniku spisu. Starší je spojování novějších dokumentů se staršími v téže věci (tzv. priorace). Takový spis je identifikován číslem jednacím nejnovějšího spisu. V justici se (od konce 19. století) prosadila praxe zakládat nový spis prvním dokumentem (tedy otevřením věci) a tento spis se označuje spisovou značkou. Druhý (justiční) způsob je vhodnější po složitá jednání, proto i ve správě byly pokusy zakládat spisy obdobně jako v justici (dnes jakousi alternativu k prioraci představuje sběrný arch, do kterého se vloží iniciační dokument a podle něho je i spis identifikován – zároveň se priorace užívá i dnes, protože jednoduchou věc lze vyřešit i jedním dokumentem).
V některých správních úřadech se pracuje také s tzv. typovým spisem, tedy předem strukturovaný spis pro ustálená správní řízení (stavební spis apod.).